# Plantage (Potsdam)

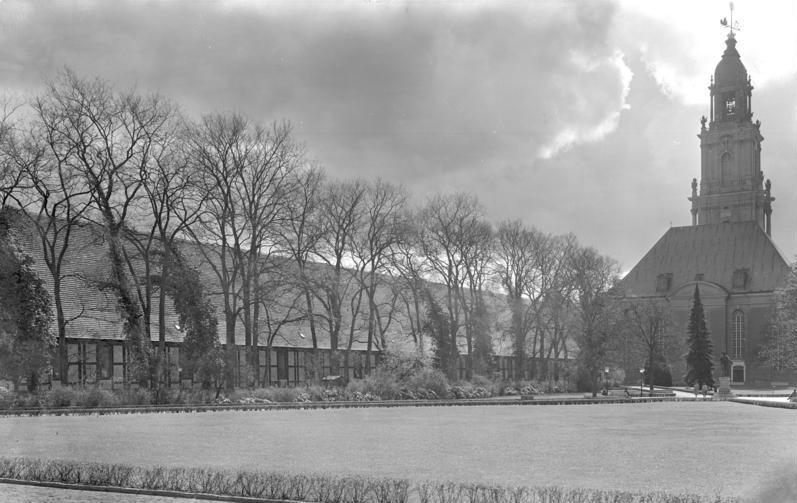
Plantage mit dem Langen Stall (links) und der Garnisonkirche (rechts), Bild entstand zwischen 1928 und 1944

Die Plantage ist neben dem Wilhelmplatz und dem Bassinplatz einer der ältesten Plätze in Potsdam. Angelegt unter dem Großen Kurfürsten Friedrich Wilhelm, wurde sie begrenzt vom Stadtkanal im Norden und Westen, dem Langen Stall im Osten und der Garnisonkirche im Süden. In der Mitte der Plantage befand sich bis 1950 ein Standbild Friedrichs II.

## Geschichte
Ihren Namen trägt die Plantage nach den Anfang des 18. Jahrhunderts hier zur Seidenraupenzucht gepflanzten Maulbeerbäumen. Ende des 18. Jahrhunderts wich sie einem Exerzierplatz mit zentraler Schotterfläche und einrahmenden Linden. 1850 gestaltete Peter Joseph Lenné die Plantage zu einer Grünanlage mit Rasenfläche und Wegekreuz um. 1901 wurde in der Mitte ein Standbild Friedrichs II. von Joseph Uphues errichtet. Dabei handelte es sich um eine Bronzekopie des Marmororiginals an der Berliner Siegesallee, das heute in der Spandauer Zitadelle ausgestellt ist. Eine Marmorkopie dieses Denkmals befindet sich im Marlygarten von Sanssouci, eine weitere Bronzekopie auf dem Gelände des United States Army War College in Carlisle, Pennsylvania.
Nach der Einschmelzung des Friedrichdenkmals 1950 und der Sprengung der Garnisonkirche 1968 durch das SED-Regime erfolgte die teilweise Überbauung der Plantage mit einem Rechenzentrum, welches seit 2015 als Kunst- und Kreativstandort genutzt wird. Bis 2025 entsteht auf dem östlich angrenzenden Gelände ein 20.000 m² großes Kreativquartier.

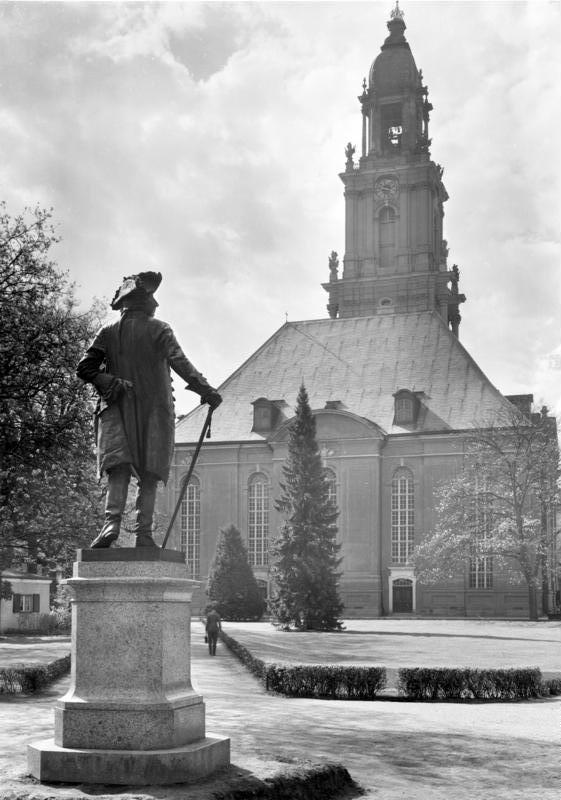
Denkmal Friedrichs des Großen vor der Garnisonkirche, zwischen 1928 und 1944
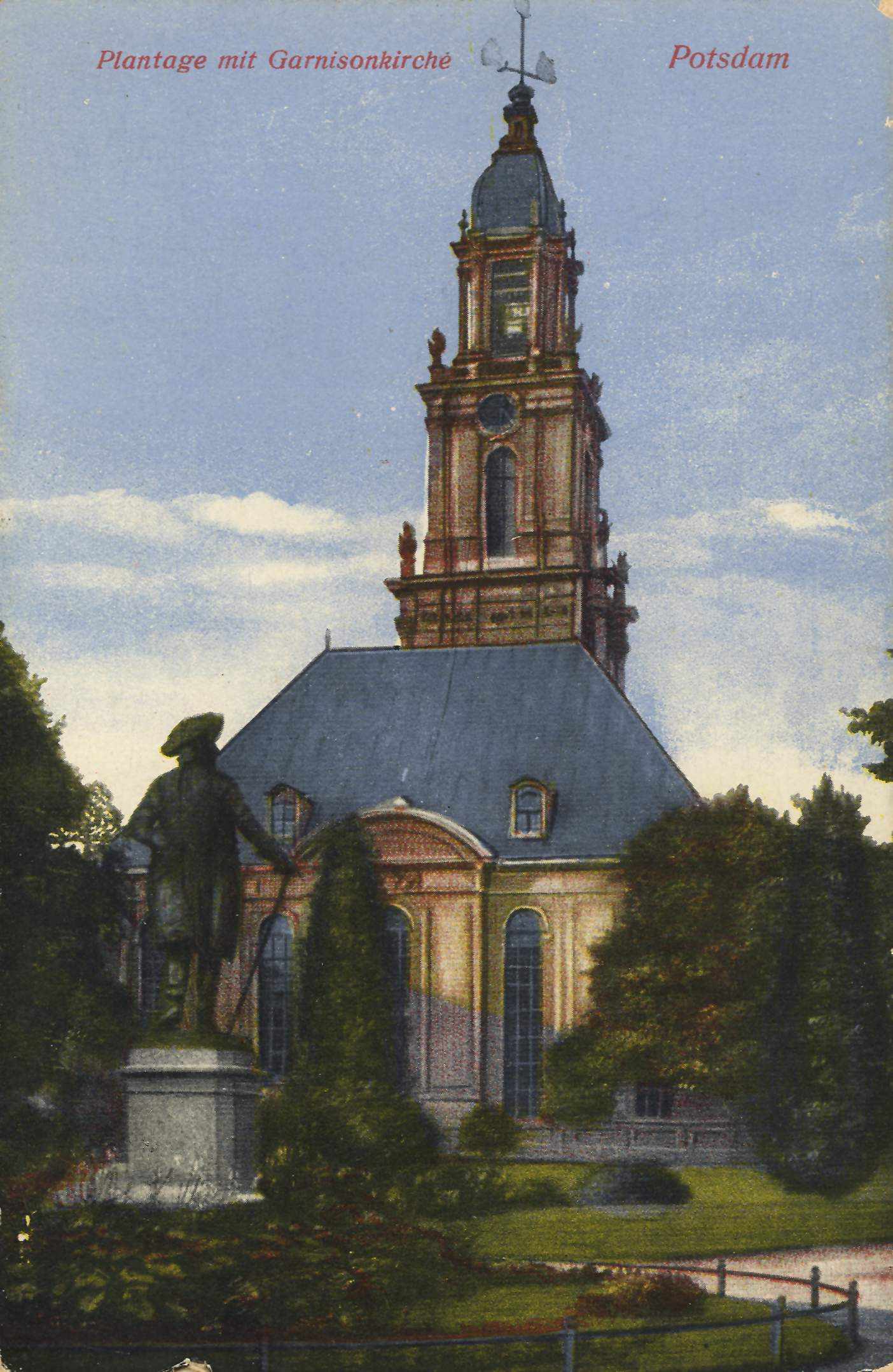
Ansichtskarte, circa 1900
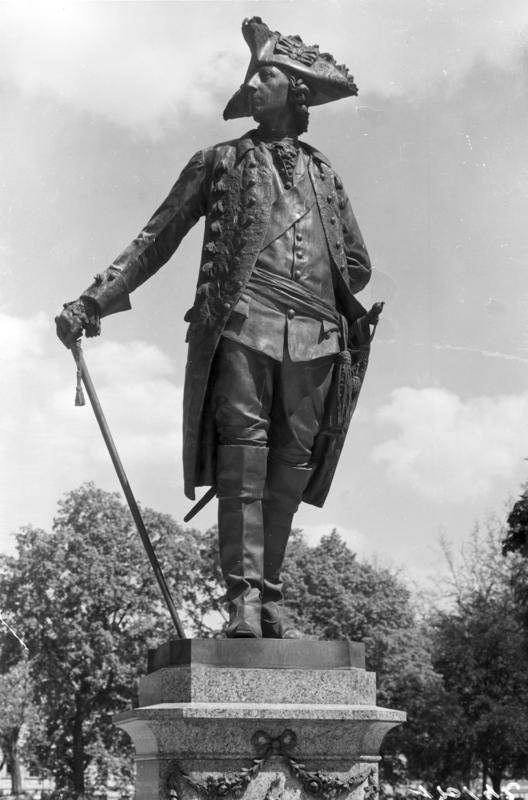
Detail des Friedrichsdenkmals, zwischen 1928 und 1944
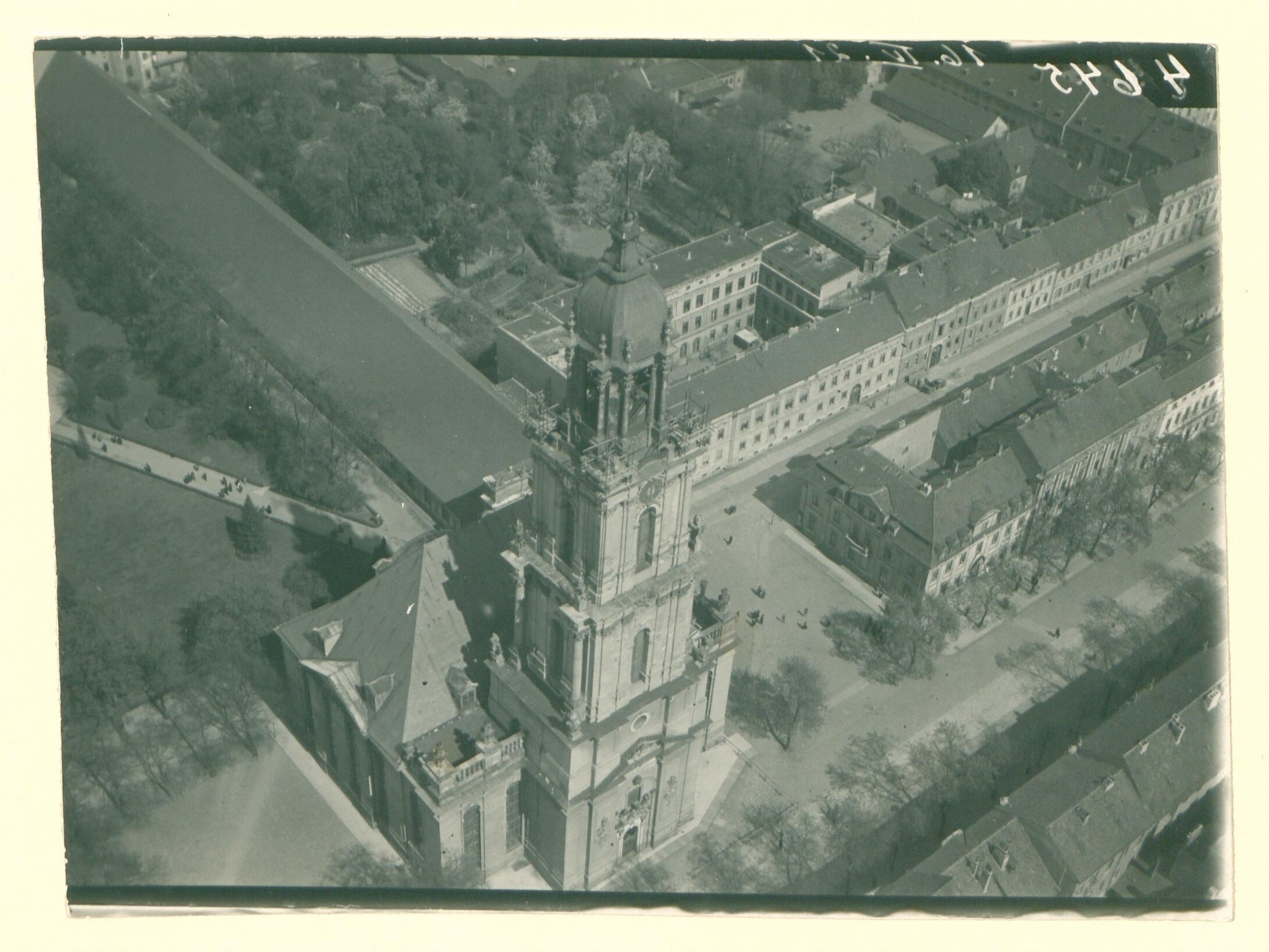
Luftaufnahme der Garnisonkirche, die Plantage und der Lange Stall links im Bild, 1919
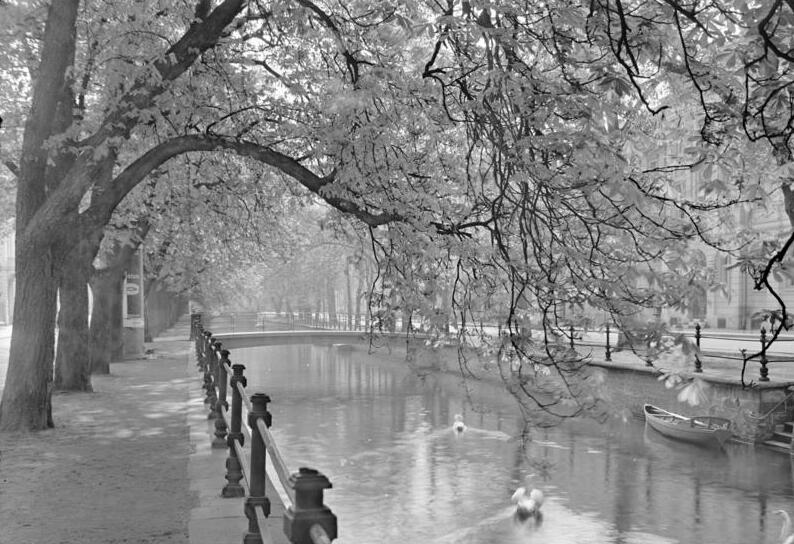
Stadtkanal an der Plantage, zwischen 1928 und 1944
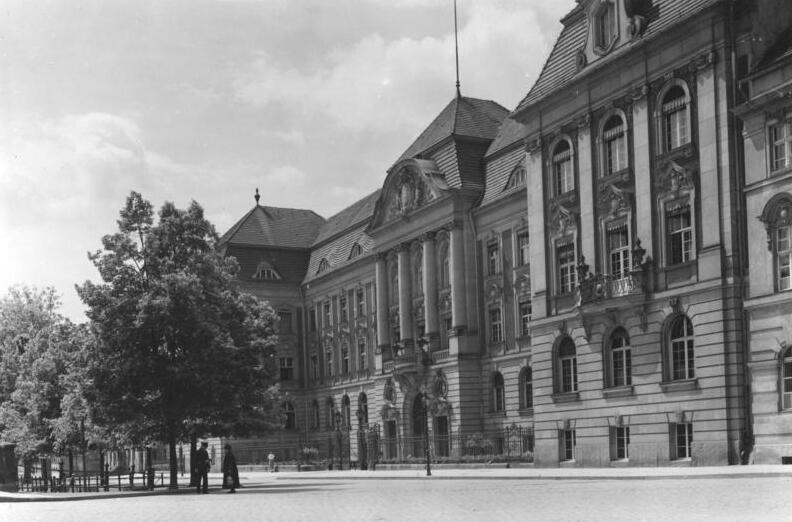
Rechnungshof an der Plantage, vor 1945
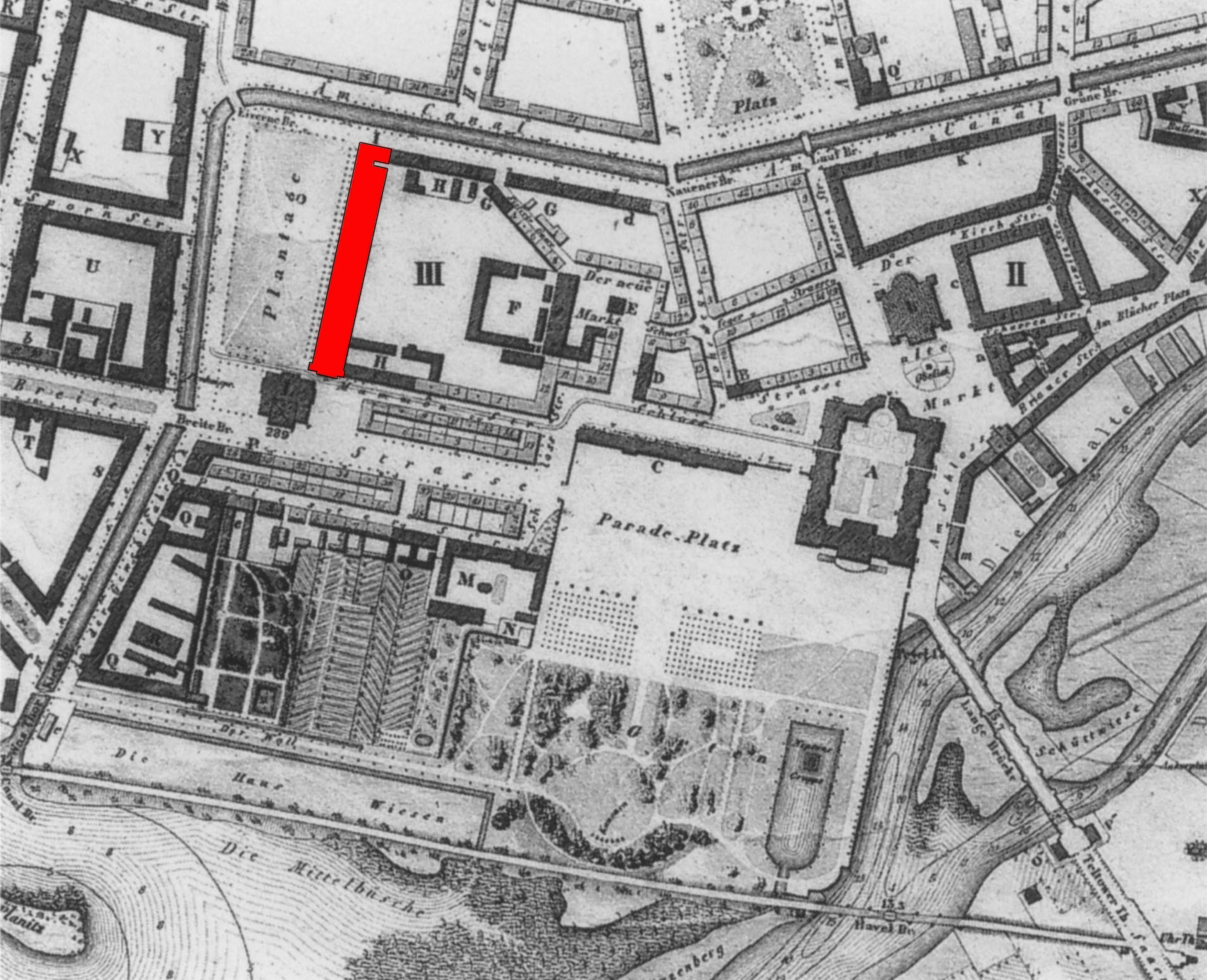
Lage des Langen Stalls (rot) und der Plantage (links daneben) im Stadtgebiet, Planausschnitt um 1850
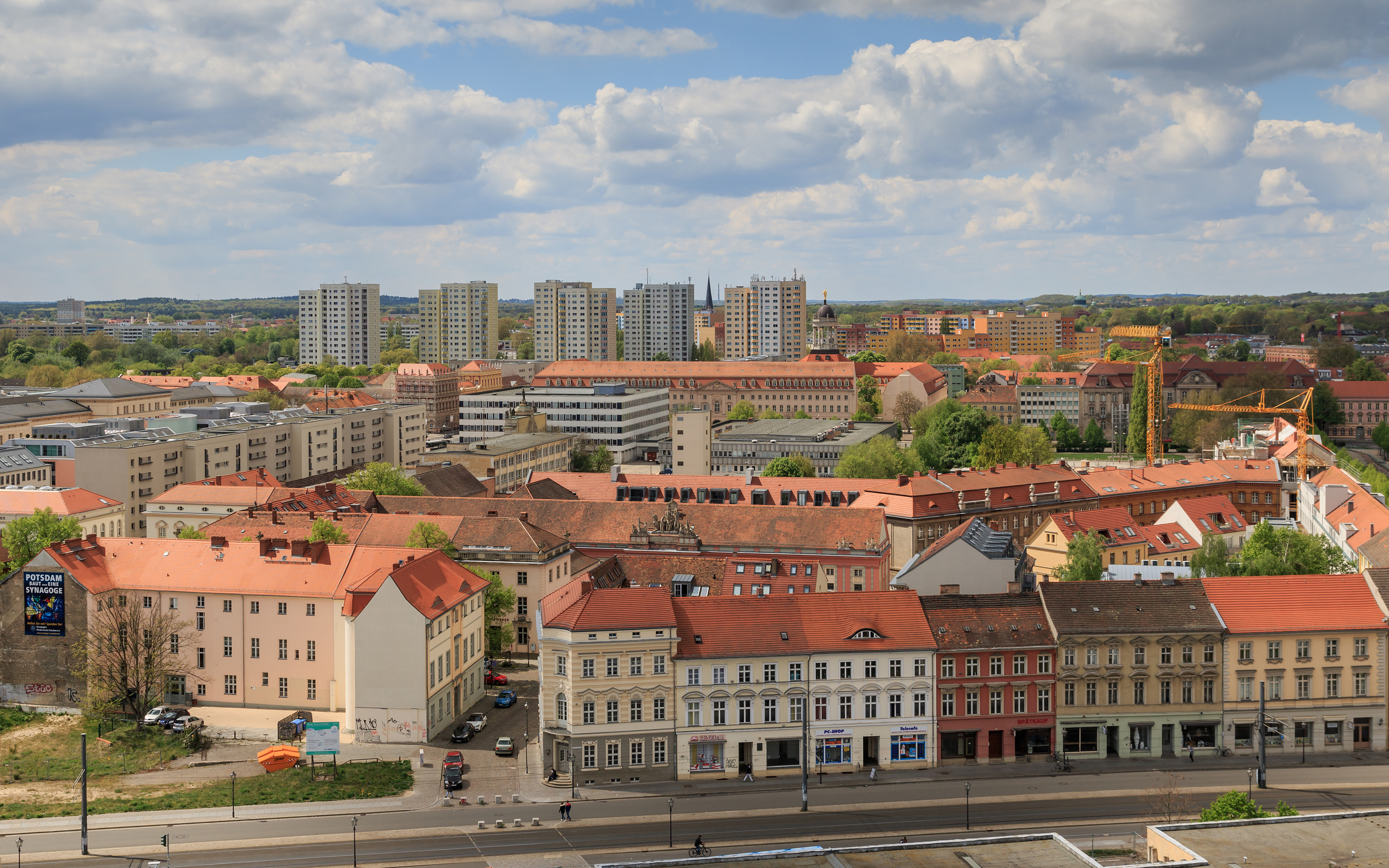
Blick von der Nikolaikirche zur Plantage (rechte Bildmitte), 2015